# إدنا ريان
إدنا ريان (8 ديسمبر 1946 بأوكلاند في نيوزيلندا - ) (بالإنجليزية: Edna Ryan)‏ هي لاعبة كريكت نيوزلندية. شاركت مع منتخب نيوزيلندا الوطني للكريكت.

## وصلات خارجية
- إدنا ريان على موقع إي آس بي آن كريك إنفو (الإنجليزية)